# Syngrapha diversisigna
Syngrapha diversisigna là một loài bướm đêm trong họ Noctuidae.